# Element znaczony
Element znaczony (fr. signifié) – w językoznawstwie strukturalistycznym istotna część znaku.
Pojęcie wprowadzone przez Ferdinanda de Saussure’a w celu uchwycenia istoty znaku. Zdaniem de Saussure’a znak łączy nie tyle rzecz i nazwę, ale pojęcie (które określa jako element znaczony) z obrazem akustycznym lub graficznym samego znaku – które określa jako element znaczący (fr. signifiant).
Element znaczony jest pojęciem, tym, co mamy na myśli, kiedy wypowiadamy dany znak (dane słowo), w odróżnieniu od elementu znaczącego, który jest samym, surowym ciągiem głosek lub znaków graficznych.